# هیراتیک
هیراتیک (یونانی باستان: ἱερατικά hieratiká "priestly") (/haɪəˈrætɪk/؛ یونانی باستان: ἱερατικά، رومی شده: hieratiká، lit. "کشیشی") یک خط مصر باستان است که برای نوشتن روزمره مانند اسناد اداری، نامه‌ها و متون مذهبی استفاده می‌شد. این یک شکل ساده از هیروگلیف است که به دلیل خط شکسته تر و کوتاه‌تر آن، نوشتن آسان‌تر و سریع تر از هیروگلیف بود. خط هیراتیک معمولاً روی پاپیروس و استراکا (قطعات سفالی که به عنوان سطوح نوشتاری به کار گرفته می‌شد) استفاده می‌شد. همچنین گاهی اوقات بر روی اشیای سنگی یا چوبی مانند تابوت‌ها به عنوان متن تزئینی یا طلسم مذهبی برای محافظت یا شفا نوشته می‌شد. خط هیراتیک از ۳۲۰۰ پیش از میلاد تا قرن سوم پس از میلاد در مصر باستان استفاده می‌شد.